# Túrony
Túrony község Baranya vármegyében, a Siklósi járásban, a Külső-Drávaszögben.

## Fekvése
A Villányi-hegység nyugati oldalán helyezkedik el, Siklóstól légvonalban 8, közúton 10 kilométerre északnyugatra, Pécstől 20 kilométerre délre, Harkánytól 6 kilométerre északra.
A szomszédos települések: észak felől Szalánta, kelet felől Bisse, délkelet felől Máriagyűd, dél felől Harkány, délnyugat felől Csarnóta, északnyugat felől pedig Garé.

### Megközelítése
A község központján áthalad a Pécset a déli országhatárral összekötő 58-as főút, így ez a legfontosabb közúti elérési útvonala. Garéval és azon keresztül Bogádmindszenttel az 5815-ös út, Bissével az 57 111-es, Csarnótával pedig az 58 116-os számú mellékút köti össze.

## Története

### A kezdetektől 18. századig
A község már az újkőkorszaktól kezdve lakott, amikor a dunántúli vonaldíszes kerámia népei, majd a bronzkori mészbetétes kerámia népei éltek itt. A rómaiak korában fontos hadiút húzódott a településen keresztül.
Túrony nevét az oklevelek 1207-ben említették először Turul néven. 1237-ben a település birtokának fele Zydoy nemzetségbeli Macha fia Mihály Macha nevű fiának birtoka volt, aki helyett rokona és gyámja Kozma ispán fia Achilles 40 M-ért eladta azt a pécsi káptalannak, melynek falvaival volt körülvéve. 1290-ben a pécsi káptalan (egyházi) nemes tanúi között két túronyi lakos neve is szerepelt. Az 1207-ben, majd 1237-ben is Turul változatban feljegyzett település egy évszázaddal később már önálló plébániával rendelkezett, ami a falu jelentőségére utal. A ma is álló templom is 13. századi, és Szűz Mária tiszteletére szentelték föl.
1543-ban lett a település az Oszmán Birodalom része lett. Hasonlóan Harkányhoz, amit 1556-ban Horváth Márk szigetvári kapitány visszafoglalt a töröktől, Túrony lakói is Szigetvár elestéig a magyar és török uraknak is adóztak. A település ekkor már református volt.

### A 18-20. század között
A Rákóczi-szabadságharc idején, 1706-ban a területre váratlanul rátörő rác katonák felégették a falut, vele együtt a templomot is. A lakosság jelentős része elmenekült, és létrehozták Kis-Túronyt. Nagy Mihály prédikátor így írt erről 1817-ben:

„Ennyi bizonyos, hogy a' Rátz háborúban, 1706ban Turony elpusztittatott, s az elfutott Lakosok Bisse felől való Völgyben szállottak meg, melly mind e' mái napig Kis Turonynak hivattatik.”

A béke beálltával megkezdődött a falu helyreállítása, házról-házra. A faluban élő református gyülekezet, és katolikus közösség is igényt tartott a romossá lett, leégett templom helyreállítása után a templom használatára. 1726-ban megkezdődött a templom használhatóvá tétele. A falakat támpillérrel látták el. Az egykor még haranglábban álló harang 1730-as évszáma jelzi talán az egész templom újkori felavatásának időpontját. A harangot később áthelyezték a templom tornyába, ahonnan a hadügyi kormányzat 1915-ben elszállíttatta és beöntötte, a környék más harangjaival egyetemben, háborús célokra. A templom kazettás és festett mennyezete az 1744-es dátumot viseli, míg katedráját és székeit 1758-ban készítették, amit 1817-ben jegyzett le Nagy Mihály prédikátor.
A szabadságharc folyamán 1849-ben lezajló ún. turonyi ütközetben Kossuth seregei Kossa Dániel marócsai tanító vezetésével veszítettek, s a császári seregek zászlaja alatt szolgáló horvát határőrség katonái, a magyar katonák üldözése során  a falut ismét felégették. Közel negyven ház pusztult el, egyebek között a paplak is, a benne őrzött összes, a falura vonatkozó iratokkal és anyakönyvekkel együtt. A templom azonban sértetlen maradt. A református műemléktemplom egykori motívumait a Zsolnay-gyár használta.
1851-ben Fényes Elek a következőket írta a faluról:

„Turony, magyar falu, Baranya vmegyében, a harsányi hegyek közt, 31 kath., 280 ref., 3 zsidó lak., ref. anyaekklézsiával, vendégfogadóval, bortermesztéssel.; az üszöghi uradalomhoz tartozik. Utolsó posta Siklós.”

Újabb-kori történelmének része volt, hogy az itt működő szocialista gazdaság 1974-ben a garéi és a túronyi termelőszövetkezet beleolvadt a szalántaiba.

### A 21. században
Turony község középkori templomát a Nemzeti Örökség Program támogatásával feltárták, a 2000 nyarán kezdődő ásatás és felmérés során.  A műemléki felújítás 2001-ben kezdődött, és 2006. augusztus 12-én tartott hálaadó istentisztelettel zárult, amely a felújított templom legújabb-kori felavatási szertartása lett. A műemléki templom ma Bisse-Turony-Csarnóta Református Társegyházközség kezelésében áll.

## Közélete

### Polgármesterei
- 1990–1994: Nyírfás Ágnes (független)[8]
- 1994–1998: Nyírfás Ágnes (független)[9]
- 1998–2002: Ifj. Szarkándi Lajos (független)[10]
- 2002–2006: Ifj. Szarkándi Lajos (független)[11]
- 2006–2010: Szarkándi Lajos (független)[12]
- 2010–2012: Koncsecskó Jenő (független)[13]
- 2012–2014: Szarkándi Lajos (független)[14]
- 2014–2019: Szarkándi Lajos (független)[15]
- 2019–2024: Szarkándi Lajos (független)[16]
- 2024– : Vig Tímea (független)[1]

A településen 2012. augusztus 26-án időközi polgármester-választást (és képviselő-testületi választást) tartottak, az előző képviselő-testület önfeloszlatása miatt. A választáson a hivatalban lévő polgármester is elindult, de öt jelölt közül, a győztestől messze leszakadva csak a második helyet érte el.

## Címere
Túrony címere három részre osztott pajzs. A címer bal oldalán kék alapon a helyi református templomot ábrázolják. A jobb felső részen egy osztott háromszög látható, amelynek felső részén ezüst alapon kék szőlő, míg alsó részén zöld alapon ezüst tölgyfalevelet és makk található.
A címer fölött ezüstszalagon a település neve olvasható nagy nyomtatott betűkkel.

## Népesség
A település népességének változása:
| Lakosok száma | 268  | 269  | 268  | 242  | 259  | 244  | 245  | 255  |
|               | 2013 | 2014 | 2015 | 2019 | 2021 | 2022 | 2023 | 2024 |

A 2011-es népszámlálás során a lakosok 96,3%-a magyarnak, 2,2% cigánynak, 2,6% horvátnak, 1,1% németnek mondta magát (3,3% nem nyilatkozott; a kettős identitások miatt a végösszeg nagyobb lehet 100%-nál). A vallási megoszlás a következő volt: római katolikus 34,2%, református 19,9%, evangélikus 2,2%, felekezeten kívüli 25% (18,4% nem nyilatkozott).
2022-ben a lakosság 90,6%-a vallotta magát magyarnak, 1,2% cigánynak, 0,8% németnek, 0,4% görögnek, 2% egyéb, nem hazai nemzetiségűnek (9% nem nyilatkozott; a kettős identitások miatt a végösszeg nagyobb lehet 100%-nál). Vallásuk szerint 27% volt római katolikus, 17,6% református, 2,5% evangélikus, 1,6% egyéb katolikus, 17,6% felekezeten kívüli (33,2% nem válaszolt).

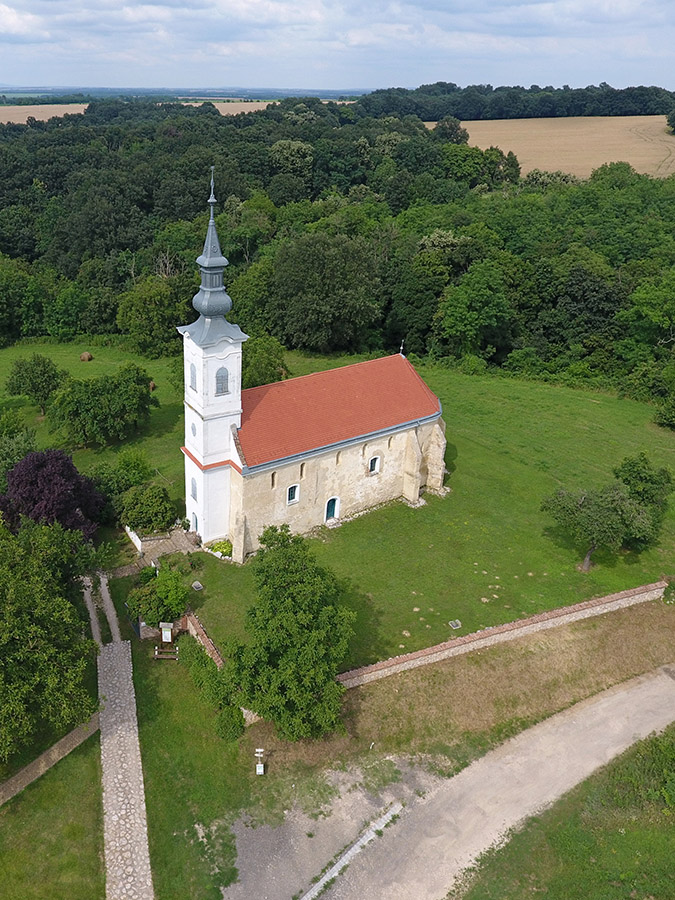
Túrony, Árpád kori templom - légi fotó

## Nevezetességei, rendezvényei
- Árpád-kori templom. Egykoron Szűz Mária tiszteletére emelték, majd a 16. században református templommá alakították át.
- Katonai- és népi hagyományőrző találkozó

## Érdekességek
A településtől délre - már Csarnóta területén - található a „túronyi emelkedő”, amelyhez az a régi hiedelem kapcsolódik, hogy azon lovaskocsikra, amik a dombon kapaszkodnak fölfele, azokra fölül egy kísértet, aki miatt a lovak nem bírják tovább húzni a szekeret.